# Luciano Re Cecconi
Luciano Re Cecconi (ur. 1 grudnia 1948 w Nerviano, zm. 18 stycznia 1977 w Rzymie) – włoski piłkarz występujący na pozycji pomocnika.

## Kariera klubowa
Re Cecconi zawodową karierę rozpoczynał w 1967 roku w klubie Pro Patria, grającym w Serie C. W 1969 roku trafił do zespołu Serie B – US Foggia. W 1970 roku awansował z nim do Serie A. Po roku powrócił z klubem do Serie B. W 1972 roku przeszedł do beniaminka Serie A – S.S. Lazio. W 1974 roku zdobył z nim mistrzostwo Włoch. 18 stycznia 1977 Re Cecconi został zastrzelony w sklepie jubilerskim w Rzymie. Udając napad, chciał zrobić żart znajomemu właścicielowi. Ten nie rozpoznał Re Cecconiego i zastrzelił go w akcie samoobrony.

## Kariera reprezentacyjna
W 1974 roku Re Cecconi został powołany do reprezentacji Włoch na Mistrzostwa Świata. Nie zagrał na nich ani razu, a Włosi odpadli z turnieju po fazie grupowej. W drużynie narodowej zadebiutował 28 września 1974 w przegranym 0:1 towarzyskim meczu z Jugosławią. W kadrze Re Cecconi rozegrał w sumie 2 spotkania, oba w 1974 roku.